# Stay Together
Stay Together este cel de-al cincilea single al trupei Suede, lansat pe 14 februarie 1994. A atins locul 3 în topul britanic (o performanță pe care formația avea să o mai realizeze doar cu single-ul „Trash”), și asta în ciuda faptului că Brett Anderson consideră single-ul drept cele mai prost pe care l-a lansat trupa în toată cariera, renegând și videoclipul pe motiv că ar fi prea plin de simbolistică fără conținut. Brett a declarat referitor la melodie: „Nu cred că toată agitația din jurul piesei 'Stay Together' a fost justificată, cred că a fost doar o exagerare... Cred că a fost un pic bombastic. Și nu mi se pare că versurile ar fi chiar așa de grozave. Sunt satisfăcătoare și-atât. Cred că B-side-urile sunt mult mai bune”. B-side-urile au fost incluse pe compilația lansată în anul 1997, Sci-Fi Lullabies.
Cu toate acestea, cântecul este considerat drept unul dintre cele mai bune cântece ale formației: pe site-ul Rate Your Music Best, la secțiunea single-urilor lansate în anul 1994, el s-a menținut în top 5, iar în ianuarie 2009 a urcat pe locul întâi. Mai mult, cântecul este privit și drept unul din cele mai bune cântece ale decadei, după cum se poate observa pe același site, la secțiunea celor mai bune single-uri din anii '90.
„Stay Together” nu a fost inclus pe albumul Dog Man Star, și este ultimul single pe care trupa l-a lansat alături de chitaristul Bernard Butler. Conform unei note din jurnalul lui Simon Gilbert, Butler a obiectat în privința versurilor piesei „Stay Together”, găsind că au o tentă pedofilă, și a criticat și versurile piesei „The Living Dead”, spunând „Am compus piesa asta atât de frumoasă și e un cântec mizerabil despre drogați.” La acea perioadă, Butler se distanțase deja de colegii de trupă, ca urmare a morții tatălui său, preferând să călătorească în turneu ori de unul singur, ori în autobuzul formației The Cranberries.

## Lista melodiilor

### CD
1. „Stay Together [edit]” (3:55)
2. „The Living Dead” (2:48)
3. „My Dark Star” (4:06)
4. „Stay Together” (8:28)

### Ltd. 12"
1. „Stay Together”
2. „The Living Dead”
3. „My Dark Star”

### 7"
1. „Stay Together [edit]”
2. „The Living Dead”

## Despre videoclip
Videoclipul pentru piesa „Stay Together” a fost filmat la studiourile Riverside din Londra și prezintă mai multe imagini: formația interpretând cântecul, clădiri înalte de pe care oamenii se pregătesc să se arunce, mâini ridicate în aer, proiecții pe un perete de care stau sprijiniți membrii formației, solistul Brett Anderson cu o bandă adezivă pe gură, chitaristul Bernard Butler cântând cu capul în jos etc.

## Poziții în topuri
- 3 (Marea Britanie)
- 10 (Suedia)
- 47 (Noua Zeelandă)